# Bullet Witch
Bullet Witch (バレットウィッチ) est un jeu vidéo de tir à la troisième personne développé par Cavia et édité par AQ Interactive, sorti en 2006 sur Xbox 360 et Windows.

## Accueil
- GameSpot : 5,5/10[1]
- IGN : 4/10[2]